# Rafastia
Il torrente Rafastia è un corso d'acqua che attraversa la città di Salerno.

## Caratteristiche
Il torrente Rafastia nasce a circa 635 m s.l.m. in località "Colle Grande" in territorio del Comune di Salerno e nei pressi del confine con i Comuni di Cava de' Tirreni e Pellezzano e sfocia - dopo un percorso sotterraneo nel cuore del centro storico di Salerno - nel mare in prossimità della "Fontana a mare" del lungomare salernitano.
Nasce dalle colline a Nord-Ovest della città. Nella prima parte del percorso attraversa il vallone Cernicchiara, poi s'immette al disotto del centro abitato e scorre sotto l'attuale via Velia. Sfocia nel golfo di Salerno quasi all'altezza del Palazzo della Camera di Commercio. La lunghezza complessiva è di circa 2 km.

## Storia
Il corso d'acqua viene espressamente citato nel Chronicon Salernitanum (X secolo), dove viene chiamato "torrente Faustino"; sappiamo che esso scorreva proprio a ridosso del settore orientale delle Mura medioevali ed era scavalcato, nell'angolo Nord-Est, dall'acquedotto medievale di Salerno, sotto il quale scorre ancor oggi, seppur sotterraneo.
Il Rafastia, assieme ad altri corsi d'acqua minori, fu uno dei principali "responsabili" della spaventosa alluvione del 25 ottobre 1954 che danneggiò gravemente la città: in quell'occasione, e sempre a via Velia, la pressione dell'acqua del torrente sotterraneo fece saltare in aria la strada, risucchiando molte persone nelle voragini.